# Christian Biecher
Christian Biecher, né le 25 octobre 1963 à Strasbourg, dans le Bas-Rhin, est un architecte-designer français. 

## Biographie
Christian Biecher commence son parcours professionnel au début des années 1990, où il se fait remarquer pour son aménagement du restaurant Korova, de l’office du tourisme de Paris, et le design du vase Trois-roses pour Baccarat. Il se consacre ensuite de nombreuses réalisations en Asie - immeubles TUR à Tokyo et SORA à Shiki (Japon)[réf. souhaitée], Harvey Nichols à Hong Kong et Fauchon à Pékin - et en Europe (Harvey Nichols à Dublin, Bristol et Londres, réhabilitation de la Bourse de Budapest).
Son travail de design a fait l’objet d’une exposition personnelle au musée des arts décoratifs de Paris (2002) et est présent dans les collections du musée national de Céramique (Sèvres), du musée des arts décoratifs de Paris, du Centre national des arts plastiques (Fonds national d'art contemporain).
Aujourd’hui l'agence Biecher Architectes est chargée de la conception d’immeubles à usage d’hôtel, de logement et d’équipement à Paris et en Île-de-France, à Marseille, Montpellier et Strasbourg. En urbanisme, l’agence a conçu le schéma directeur de modernisation et d'extension de La Grande-Motte (Hérault), du quartier du Bois Sauvage à Évry (Essonne) et du domaine de Millemont (Yvelines).

## Principales réalisations

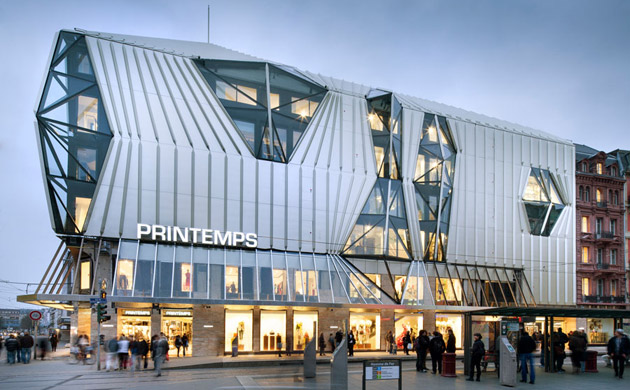
Printemps Strasbourg

- 1999 : Direction bancaire de la Caisse des dépôts et consignations à Paris ;
- 2000 : Siège social de lssey Miyake Inc. à Tokyo ;
- 2001 : Pavillon Mitsui à Tokyo ;
- 2001 : Tur Building à Tokyo ;
- 2004 : Office du tourisme de Paris[3] ;
- 2004 : Sora Community Center à Shiki (Japon) ;
- 2005 : Crèche collective rue de Charenton à Paris ;
- 2005 : Grands magasins Harvey Nichols à Hong Kong[9]  et Dublin ;
- 2007 : Centre d’animation Place des Fêtes à Paris ;
- 2010 : Schéma d'extension de La Grande Motte[8] ;
- 2010 : Immeuble et aménagement Fauchon (Tokyo, Pékin, Paris, Casablanca[10]) ;
- 2011 : Rénovation de la Bourse de Budapest[5]
- 2013 : Immeuble Printemps-Strasbourg[11] ;
- 2015 : Immeubles à usage de logement et logement étudiant, Marseille ;

### Projets en cours de réalisation
- 2016 : Hôtel 4 étoiles, Paris (14e arrdt.) ;
- 2016 : Immeubles Danube, ZAC Danube, Strasbourg ;
- 2016 : Immeubles Green Park, La Meinau, Strasbourg ;
- 2017 : Chai Les Hauts-de-Talmont, Talmont-sur-Gironde ;
- 2017 : Immeubles Athéna, Strasbourg ;
- 2017 : Immeubles Respir, le Bois Sauvage, Évry ;
- 2017 : Immeubles Terrasses et jardins, Alfortville ;
- 2019 : Ilot O212[12], ZAC Clichy-Batignolles, Paris (17e arrdt.) ;

## Distinctions
- 1993 : lauréat des Albums de la jeune architecture ;
- 2001 : élu Créateur de l’année (Maison&Objet, Paris) ;
- 2001 : élu New Designer au salon ICFF à New York ;
- 2002 : Best New Designer[13] au salon ICFF à New York ;
- 2008 : grand prix du design Stratégie[14] ;
- 2008 : Janus de l'industrie ;
- 2009 : Chevalier dans l'ordre national du Mérite par la ministre de la Culture[15] ;
- 2011 : Chevalier dans l'ordre des arts et des lettres.

### Monographies
- Florence Michel et Constance Rubini, Christian Biecher, architecte, designer, éditions Grégoire Gardette, Nice, 2002.
- Christian Biecher, collection design & designers, préface par Christian Lacroix, éditions Pyramyd, Paris, 2003
- Philippe Tretiack, Christian Biecher architecte, éditions AAM, Bruxelles, 2009
- Cédric Morisset, Lace in Sèvres, éditions Bernard Chauveau, Suresnes, 2010

### Publications collectives
- Frédérique de Gravelaine, L’atelier des Batignolles, éditions Alternatives, Paris, 2014 ;
- Olivier Gerval et Jean-Claude Prinz, Matières et matériaux, éditions Eyrolles, Paris, 2012 ;
- Paul Ardenne, Matière et architecture, éditions AAM, Bruxelles, 2010
- Ingrid Taillandier et Olivier Namias, L’invention de la tour européenne tour, éditions Picard, Paris, 2009
- Florence Accorsi, François Lamarre, Exo-architectures, éditions du Pavillon de l’Arsenal, Paris, 2007